# Fin Nunatak
Fin Nunatak är en nunatak i Antarktis. Den ligger i Västantarktis. Argentina, Chile och Storbritannien gör anspråk på området. Toppen på Fin Nunatak är 805 meter över havet, eller 304 meter över den omgivande terrängen. Bredden vid basen är 0,38 km.
Terrängen runt Fin Nunatak är huvudsakligen kuperad, men den allra närmaste omgivningen är platt.  Trakten är obefolkad. Det finns inga samhällen i närheten.